# The Game Awards 2022
The Game Awards 2022 là một chương trình trao giải vinh danh trò chơi điện tử năm 2022 hay nhất. Sự kiện do Geoff Keighley tổ chức, ông là người sáng tạo và cũng là nhà sản xuất của The Game Awards, và được tổ chức tại Nhà hát Microsoft ở Los Angeles ngày 8 tháng 12 năm 2022. Buổi chiếu trước buổi lễ do Sydnee Goodman dẫn. Sự kiện phát trực tiếp trên hơn 40 nền tảng kỹ thuật số, cùng với trải nghiệm IMAX bổ sung. Ngoài ra còn có phần trình diễn âm nhạc của Halsey, Hozier, và Bear McCreary, và các bài thuyết trình của các khách mời nổi tiếng, bao gồm Reggie Fils-Aimé, Al Pacino, Pedro Pascal, Bella Ramsey, Ken và Roberta Williams. Chương trình giới thiệu thêm giải thưởng mới là Chuyển thể hay nhất cho phương tiện chuyển thể từ trò chơi điện tử.
God of War Ragnarök dẫn đầu với 11 đề cử và 6 giải thưởng; game giành giải Kể chuyện hay nhất và Trò chơi phiêu lưu/hành động hay nhất, trong khi nam diễn viên chính là Christopher Judge giành giải Diễn xuất xuất sắc nhất cho vai diễn Kratos và nhà soạn nhạc McCreary đã giành giải Nhạc nền và Âm nhạc hay nhất. Elden Ring nhận giải Trò chơi của năm, cũng như Đạo diễn trò chơi hay nhất và Trò chơi nhập vai hay nhất. Một số trò chơi mới cũng công bố trong chương trình, bao gồm Crash Team Rumble, Death Stranding 2, Hades II và Judas, và clip đầy đủ đầu tiên cho bộ phim The Super Mario Bros. Movie. Chương trình đã nhận nhiều sự chú ý của giới truyền thông sau khi một cá nhân lẻn lên sân khấu và có một bài phát biểu ngắn trước khi sự kiện kết thúc. Chương trình có hơn 103 triệu lượt xem, nhiều nhất trong lịch sử giải. Các bài đánh giá về buổi lễ còn nhiều ý kiến trái chiều, khen ngợi các thông báo và bài phát biểu nhưng lại chỉ trích tập trung vào việc tiếp thị hơn là giải thưởng và thiếu đại diện trò chơi indie.

## Bối cảnh
Như với các lần trao giải trước đó của The Game Awards, chương trình năm 2022 vẫn do nhà báo về trò chơi điện tử người Canada là Geoff Keighley tổ chức và sản xuất. Ông trở lại với tư cách là nhà sản xuất điều hành cùng với Kimmie Kim, Richard Preuss và LeRoy Bennett cũng lần lượt trở lại với tư cách là giám đốc và giám đốc sáng tạo. Sydnee Goodman trở lại với vai trò dẫn chương trình chiếu trước dài 30 phút, đổi tên thành Opening Act. Buổi trao giải diễn ra tại Nhà hát Microsoft ở Los Angeles ngày 8 tháng 12 năm 2022, phát trực tiếp trên hơn 40 nền tảng trực tuyến và dịch vụ truyền thông xã hội, bao gồm Facebook, TikTok, Twitch, Twitter và YouTube, cũng như giới thiệu Instagram Live trên toàn thế giới và hợp tác với Tiki tại Ấn Độ. Lần đầu tiên kể từ 2019 do đại dịch COVID-19, chương trình mở cửa cho công chúng tham dự, với khoảng 1.000 người, mặc dù tổng số người tham dự chỉ giới hạn ở mức vài nghìn người để tránh những hạn chế khác. Kim mong đợi có lượng khách quốc tế nhiều hơn, đặc biệt là từ Nhật Bản, do việc hạn chế đi lại đã dễ dàng hơn. Vé công khai bán từ ngày 1 tháng 11, mặc dù chương trình vẫn có thể thay đổi các nguyên tắc an toàn và sức khỏe chờ xử lý do COVID-19 ở California.
Keighley muốn chương trình mang tính điện ảnh hơn, chọn thời lượng ngắn hơn các năm trước—khoảng 2,5 giờ—để đáp lại phản hồi của người xem; ông thấy người xem cảm thấy mệt mỏi với các chương trình trước đó và cố gắng hợp lý hóa bằng cách cắt bớt một số nội dung. Keighley đã phải vật lộn với sự cân bằng giữa phần trao giải thưởng và thông báo, nhấn mạnh rằng các thành viên trong ngành phần lớn coi trọng giải thưởng trong khi khoảng 75% cộng đồng thích cái sau hơn. Chương trình đã hợp tác với IMAX để tạo The Game Awards: The IMAX Experience, một sự kiện cộng đồng trực tiếp cho phép mọi người có thể tham gia trên toàn thế giới và giới thiệu độc quyền loạt trò chơi sắp ra mắt là Dead Space; phát sóng 40 địa điểm ở Mỹ và Canada, bán vé vào ngày 16 tháng 11. Trong suốt chương trình, Valve tặng một Steam Deck cho mỗi phút mà người xem đủ điều kiện trên Steam ở Canada, Liên minh Châu Âu, Anh và Mỹ. Người xem Twitch đủ điều kiện sẽ nhận phần thưởng, cho phép họ đổi Rogue Legacy trên Epic Games Store và các vật phẩm trong trò chơi như trang phục mặt nạ Keighley trong Among Us, Emote Twitch trong Cult of the Lamb, và trang phục Kait Diaz trong Fall Guys.

### Thông báo
Keighley ước tính chương trình có hơn 50 trò chơi, khoảng 30 đến 40 trong số đó là các trò chơi đã công bố có nội dung mới. Đoạn clip đầu tiên của The Super Mario Bros. Movie cũng được tiết lộ trong buổi chiếu. Thông báo về các trò chơi đã phát hành và sắp ra mắt được thực hiện cho:
- Among Us
- Baldur's Gate III
- Blood Bowl 3
- Blue Protocol
- Call of Duty: Modern Warfare II
- Colossal Cave 3D Adventure
- Company of Heroes 3
- Cyberpunk 2077
- Dead Cells
- Destiny 2: Lightfall
- Diablo IV
- Dune: Awakening
- Final Fantasy XVI
- Fire Emblem Engage
- Forspoken
- Genshin Impact
- Horizon Call of the Mountain
- Horizon Forbidden West
- Meet Your Maker
- Nightingale
- Party Animals
- Replaced
- Returnal
- Rocket League
- Sky: Children of the Light
- Star Wars Jedi: Survivor
- Street Fighter 6
- Suicide Squad: Kill the Justice League
- Tekken 8
- The Last of Us Part I
- The Lords of the Fallen
- Vampire Survivors
- Viewfinder
- Warhammer 40,000: Space Marine 2
- Wild Hearts

Trò chơi mới được công bố bao gồm:
- After Us
- Armored Core VI: Fires of Rubicon
- Banishers: Ghosts of New Eden
- Bayonetta Origins: Cereza and the Lost Demon
- Behemoth VR
- Crash Team Rumble
- Crime Boss: Rockay City
- Death Stranding 2
- Earthblade
- Hades II
- Hellboy: Web of Wyrd
- Immortals of Aveum
- Judas
- Post Trauma
- Remnant 2
- Transformers Reactivate
- Valiant Hearts: Coming Home
- Wayfinder

Một số người hâm mộ và nhà báo bày tỏ sự thất vọng vì thiếu thông báo của hệ máy Xbox trong sự kiện;  Ryan McCaffrey của IGN gọi đó là "một cú tát vào mặt người chơi". Một số giả thuyết cho rằng sự vắng mặt của công ty có thể là do Ủy ban Thương mại Liên bang thông báo rằng họ sẽ cố gắng chặn việc Microsoft mua Activision Blizzard vào buổi sáng ngày trao giải, mặc dù các nhà báo lưu ý rằng có khả năng không liên quan. Aaron Greenberg, phó chủ tịch tiếp thị trò chơi Xbox, đã trả lời các khiếu nại bằng cách nói rằng công ty đã lên kế hoạch thông báo cho năm 2023.

## Chiến thắng và Đề cử

### Giải thưởng
Chiến thắng được liệt kê đầu tiên, đánh dấu bằng in đậm và có biểu tượng chữ thập kép (‡).

#### Trò chơi điện tử và phương tiện truyền thông
| Trò chơi của năm | Đạo diễn xuất sắc nhất |
| --- | --- |

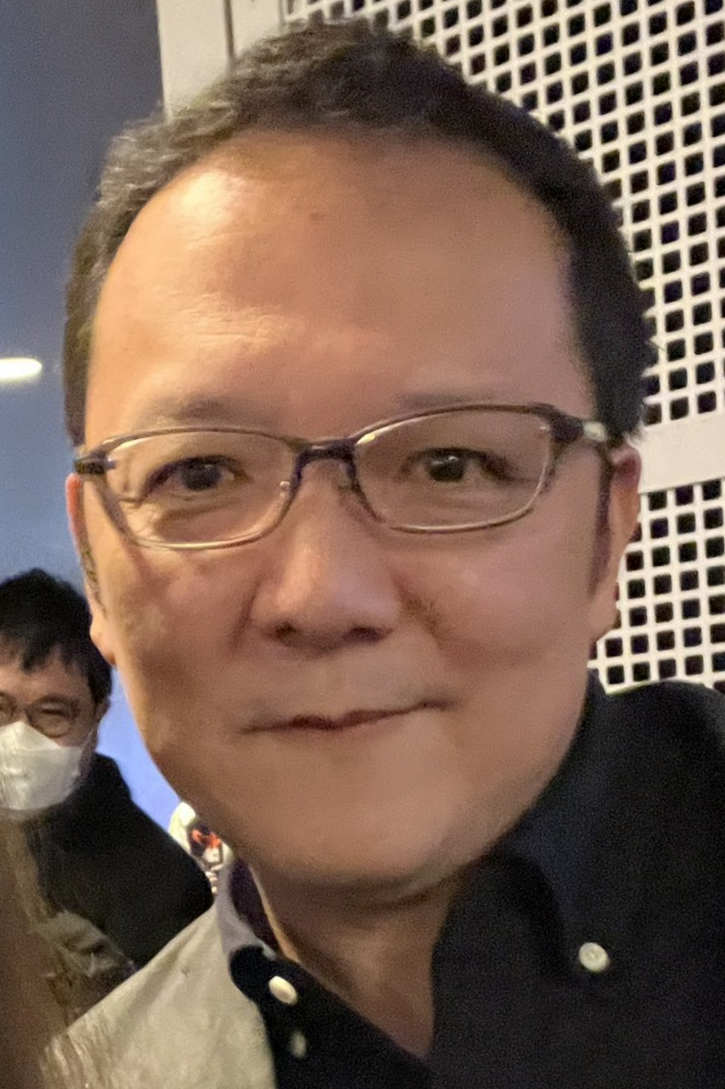
Miyazaki Hidetaka nhận giải Trò chơi của năm và Chỉ đạo trò chơi hay nhất cho Elden Ring.

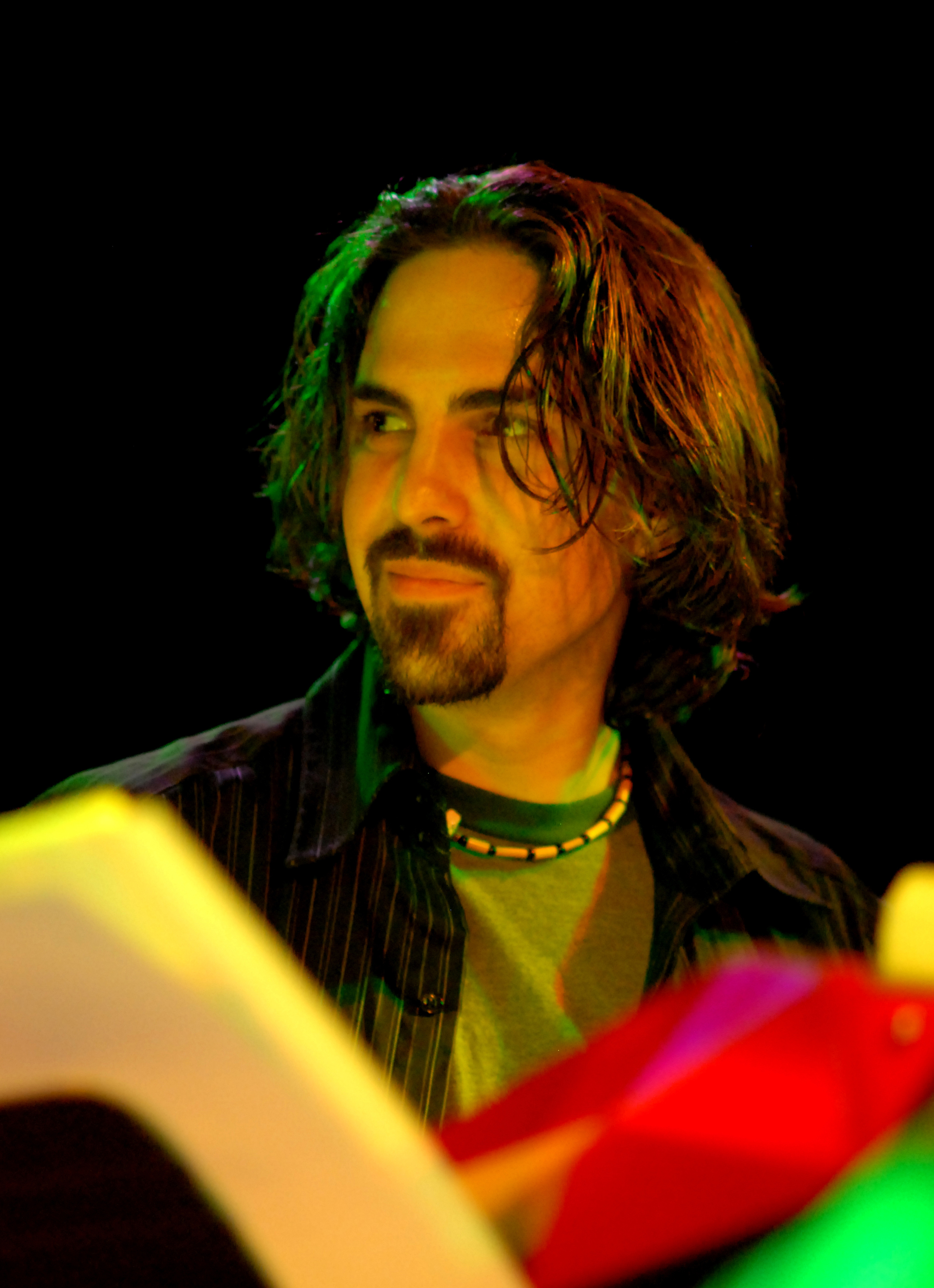
Bear McCreary giành giải Âm thanh và Âm nhạc hay nhất cho God of War Ragnarök.

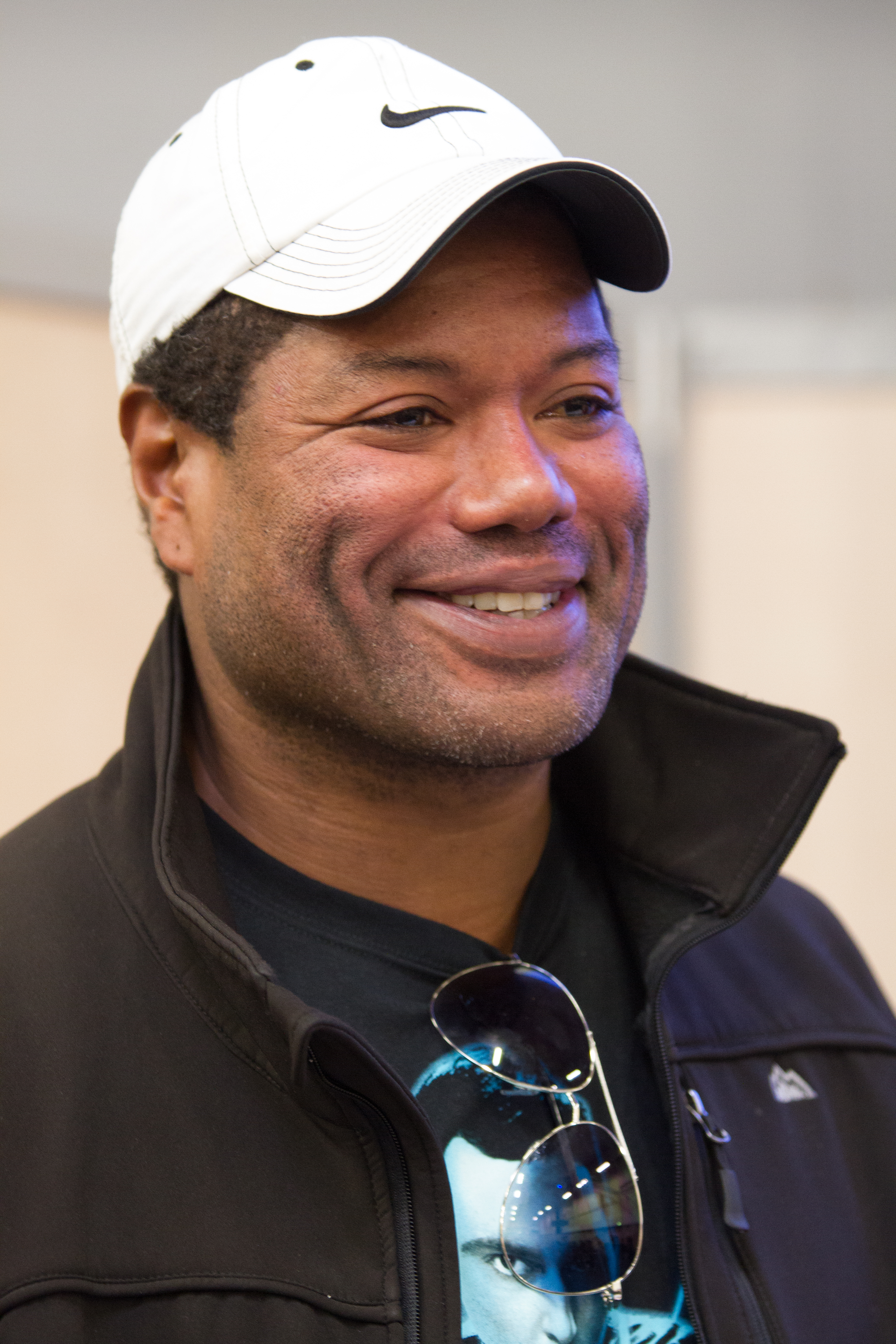
Christopher Judge giành giải Diễn xuất xuất sắc nhất cho vai Kratos trong God of War Ragnarök.

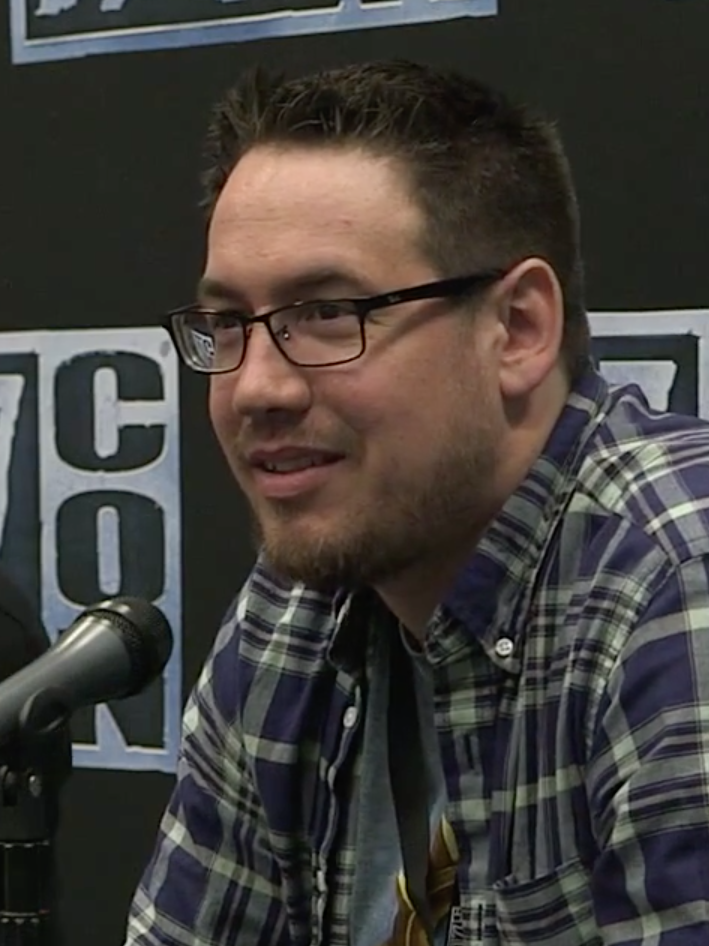
Ben Brode nhận giải Trò chơi di động hay nhất cho Marvel Snap.

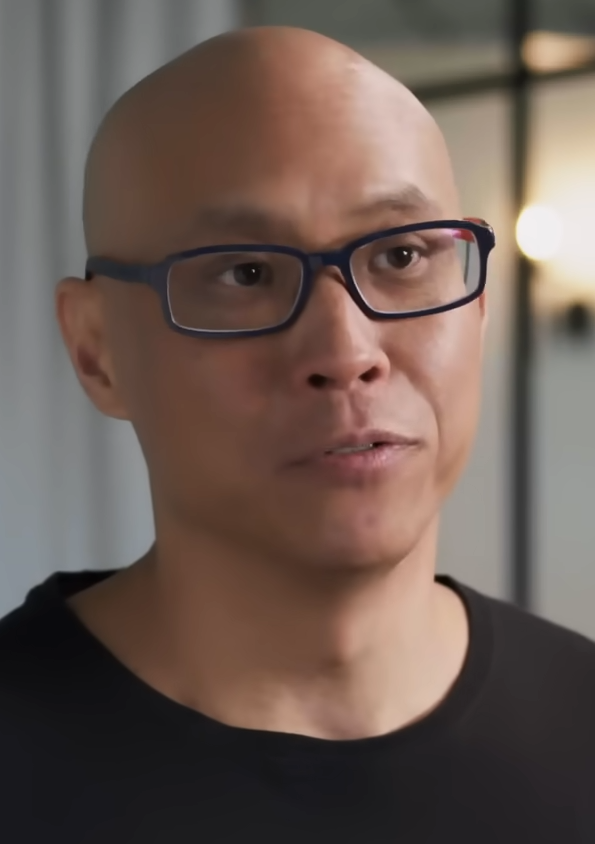
Tony Huynh nhận giải Trò chơi chiến đấu hay nhất cho MultiVersus.

| - Elden Ring – FromSoftware / Bandai Namco Entertainment‡ - A Plague Tale: Requiem – Asobo Studio / Focus Entertainment - God of War Ragnarök – Santa Monica Studio / Sony Interactive Entertainment - Horizon Forbidden West – Guerrilla Games / Sony Interactive Entertainment - Stray – BlueTwelve Studio / Annapurna Interactive - Xenoblade Chronicles 3 – Monolith Soft / Nintendo | - Elden Ring – FromSoftware / Bandai Namco Entertainment‡ - God of War Ragnarök – Santa Monica Studio / Sony Interactive Entertainment - Horizon Forbidden West – Guerrilla Games / Sony Interactive Entertainment - Immortality – Sam Barlow / Half Mermaid Productions - Stray – BlueTwelve Studio / Annapurna Interactive                               |
| Dẫn truyện hay nhất | Chỉ đạo nghệ thuật hay nhất |
| - God of War Ragnarök – Santa Monica Studio / Sony Interactive Entertainment‡ - A Plague Tale: Requiem – Asobo Studio / Focus Entertainment - Elden Ring – FromSoftware / Bandai Namco Entertainment - Horizon Forbidden West – Guerrilla Games / Sony Interactive Entertainment - Immortality – Sam Barlow / Half Mermaid Productions | - Elden Ring – FromSoftware / Bandai Namco Entertainment‡ - God of War Ragnarök – Santa Monica Studio / Sony Interactive Entertainment - Horizon Forbidden West – Guerrilla Games / Sony Interactive Entertainment - Scorn – Ebb Software / Kepler Interactive - Stray – BlueTwelve Studio / Annapurna Interactive                                         |
| Âm thanh và Âm nhạc hay nhất | Thiết kế Âm thanh hay nhất |
| - God of War Ragnarök – Bear McCreary‡ - A Plague Tale: Requiem – Olivier Deriviere - Elden Ring – Tsukasa Saitoh - Metal: Hellsinger – Two Feathers - Xenoblade Chronicles 3 – Yasunori Mitsuda | - God of War Ragnarök – Santa Monica Studio / Sony Interactive Entertainment‡ - Call of Duty: Modern Warfare II – Infinity Ward / Activision - Elden Ring – FromSoftware / Bandai Namco Entertainment - Gran Turismo 7 – Polyphony Digital / Sony Interactive Entertainment - Horizon Forbidden West – Guerrilla Games / Sony Interactive Entertainment    |
| Diễn xuất sắc nhất | Trò chơi có tác động nhất |
| - Christopher Judge trong vai Kratos – God of War Ragnarök‡ - Ashly Burch trong vai Aloy – Horizon Forbidden West - Manon Gage trong vai Marissa Marcel – Immortality - Charlotte McBurney trong vai Amicia de Rune – A Plague Tale: Requiem - Sunny Suljic trong vai Atreus – God of War Ragnarök | - As Dusk Falls – Interior Night / Xbox Game Studios‡ - A Memoir Blue – Cloisters Interactive / Annapurna Interactive - Citizen Sleeper – Jump Over the Age / Fellow Traveller - Endling: Extinction is Forever – Herobeat Studios / HandyGames - Hindsight – Joel McDonald / Annapurna Interactive - I Was a Teenage Exocolonist – Northway Games / Finji |
| Trò chơi sắp ra mắt hay nhất | Trò chơi độc lập hay nhất |
| - Final Fantasy XIV – Square Enix‡ - Apex Legends – Respawn Entertainment / Electronic Arts - Destiny 2: The Witch Queen – Bungie - Fortnite – Epic Games - Genshin Impact – miHoYo | - Stray – BlueTwelve Studio / Annapurna Interactive‡ - Cult of the Lamb – Massive Monster / Devolver Digital - Neon White – Angel Matrix / Annapurna Interactive - Sifu – Sloclap - Tunic – Andrew Shouldice / Finji |
| Trò chơi di động hay nhất | Hỗ trợ cộng đồng tốt nhất |
| - Marvel Snap – Second Dinner / Nuverse‡ - Apex Legends Mobile – Respawn Entertainment / Electronic Arts - Diablo Immortal – NetEase / Blizzard Entertainment - Genshin Impact – miHoYo - Tower of Fantasy – Hotta Studio / Level Infinite | - Final Fantasy XIV – Square Enix‡ - Apex Legends – Respawn Entertainment / Electronic Arts - Destiny 2: The Witch Queen – Bungie - Fortnite – Epic Games - No Man's Sky – Hello Games |
| Trò chơi VR/AR | Đổi mới trong khả năng tiếp cận |
| - Moss: Book II – Polyarc‡ - After the Fall – Vertigo Games - Among Us VR – Innersloth - Bonelab – Stress Level Zero - Red Matter 2 – Vertical Robot | - God of War Ragnarök – Santa Monica Studio / Sony Interactive Entertainment‡ - As Dusk Falls – Interior Night / Xbox Game Studios - Return to Monkey Island – Terrible Toybox, Lucasfilm Games / Devolver Digital - The Last of Us Part I – Naughty Dog / Sony Interactive Entertainment - The Quarry – Supermassive Games / 2K                           |
| Trò chơi hành động hay nhất | Trò chơi hành động/phiêu lưu hay nhất |
| - Bayonetta 3 – PlatinumGames / Nintendo‡ - Call of Duty: Modern Warfare II – Infinity Ward / Activision - Neon White – Angel Matrix / Annapurna Interactive - Sifu – Sloclap - Teenage Mutant Ninja Turtles: Shredder's Revenge – Tribute Games / Dotemu | - God of War Ragnarök – Santa Monica Studio / Sony Interactive Entertainment‡ - A Plague Tale: Requiem – Asobo Studio / Focus Entertainment - Horizon Forbidden West – Guerrilla Games / Sony Interactive Entertainment - Stray – BlueTwelve Studio / Annapurna Interactive - Tunic – Andrew Shouldice / Finji                                             |
| Trò chơi nhập vai hay nhất | Trò chơi đối kháng hay nhất |
| - Elden Ring – FromSoftware / Bandai Namco Entertainment‡ - Live a Live – Square Enix / Nintendo - Pokémon Legends: Arceus – Game Freak / The Pokémon Company, Nintendo - Triangle Strategy – Artdink / Square Enix - Xenoblade Chronicles 3 – Monolith Soft / Nintendo | - MultiVersus – Player First Games / Warner Bros. Interactive Entertainment‡ - DNF Duel – Arc System Works, Eighting, Neople / Nexon - JoJo's Bizarre Adventure: All Star Battle R – CyberConnect2 / Bandai Namco Entertainment - The King of Fighters XV – SNK - Sifu – Sloclap                                                                           |
| Trò chơi gia đình hay nhất | Trò chơi thể thao/đua xe hay nhất |
| - Kirby and the Forgotten Land – HAL Laboratory / Nintendo‡ - Lego Star Wars: The Skywalker Saga – Traveller's Tales / Warner Bros. Interactive Entertainment - Mario + Rabbids Sparks of Hope – Ubisoft Milan, Ubisoft Paris / Ubisoft - Nintendo Switch Sports – Nintendo EPD / Nintendo - Splatoon 3 – Nintendo EPD / Nintendo | - Gran Turismo 7 – Polyphony Digital / Sony Interactive Entertainment‡ - F1 22 – Codemasters / EA Sports - FIFA 23 – EA Vancouver, EA Romania / EA Sports - NBA 2K23 – Visual Concepts / 2K Sports - OlliOlli World – Roll7 / Private Division |
| Trò chơi mô phỏng/chiến lược hay nhất | Trò chơi nhiều người chơi hay nhất |
| - Mario + Rabbids Sparks of Hope – Ubisoft Milan, Ubisoft Paris / Ubisoft‡ - Dune: Spice Wars – Shiro Games / Funcom - Total War: Warhammer III – Creative Assembly / Sega - Two Point Campus – Two Point Studios / Sega - Victoria 3 – Paradox Development Studio / Paradox Interactive | - Splatoon 3 – Nintendo EPD / Nintendo‡ - Call of Duty: Modern Warfare II – Infinity Ward / Activision - MultiVersus – Player First Games / Warner Bros. Interactive Entertainment - Overwatch 2 – Blizzard Entertainment - Teenage Mutant Ninja Turtles: Shredder's Revenge – Tribute Games / Dotemu                                                      |
| Trò chơi Indie đầu tay hay nhất | Trò chơi được mong đợi nhất |
| - Stray – BlueTwelve Studio / Annapurna Interactive‡ - Neon White – Angel Matrix / Annapurna Interactive - Norco – Geography of Robots / Raw Fury - Tunic – Andrew Shouldice / Finji - Vampire Survivors – Luca Galante | - The Legend of Zelda: Tears of the Kingdom – Nintendo EPD / Nintendo‡ - Final Fantasy XVI – Square Enix Creative Business Unit III / Square Enix - Hogwarts Legacy – Avalanche Software / Warner Bros. Interactive Entertainment - Resident Evil 4 – Capcom - Starfield – Bethesda Game Studios / Bethesda Softworks                                      |
| Chuyển thể xuất sắc nhất | Tiếng nói của người chơi |
| - Arcane (animated series) – Fortiche, Riot Games / Netflix; based on League of Legends by Riot Games‡ - Cyberpunk: Edgerunners (loạt anime) – Studio Trigger, CD Projekt / Netflix; dựa trên Cyberpunk 2077 của CD Projekt - The Cuphead Show! (loạt anime) – Studio MDHR, King Features Syndicate / Netflix; dựa trên Cuphead của Studio MDHR - Sonic the Hedgehog 2 (phim) – Sega Sammy Group / Paramount Pictures; dựa trên Sonic the Hedgehog của Sega - Uncharted (phim) – PlayStation Productions / Sony Pictures Releasing; dựa trên Uncharted của Sony Interactive Entertainment | - Genshin Impact – miHoYo‡ - Elden Ring – FromSoftware / Bandai Namco Entertainment - God of War Ragnarök – Santa Monica Studio / Sony Interactive Entertainment - Sonic Frontiers – Sonic Team / Sega - Stray – BlueTwelve Studio / Annapurna Interactive                                                                                                 |

#### Thể thao điện tử và người sáng tạo
| Trò chơi thể thao điện tử hay nhất | Vận động viên thể thao điện tử hay nhất |
| --- | --- |

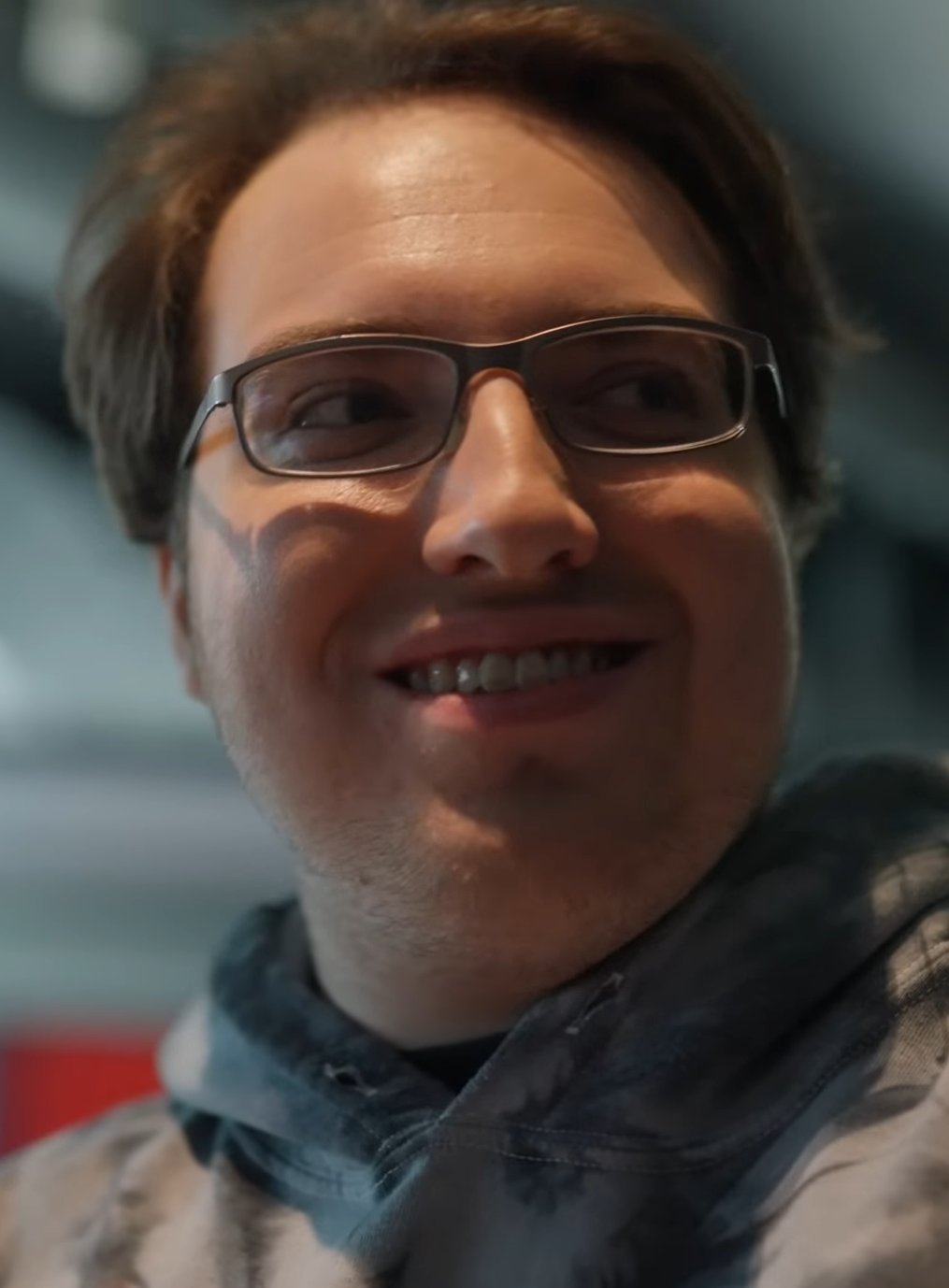
Jaccob "yay" Whiteaker giành giải Vận động viên thể thao điện tử xuất sắc nhất.

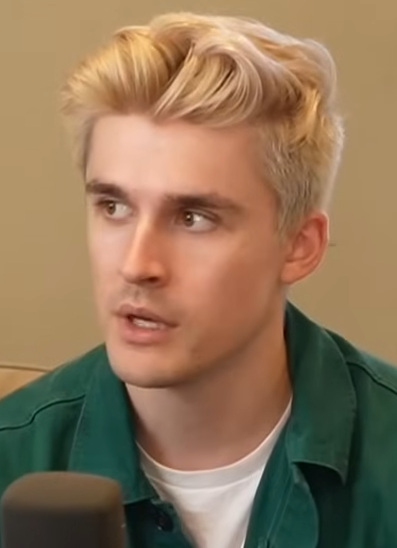
Ludwig Ahgren giành giải Người tạo nội dung của năm.

| - Valorant – Riot Games‡ - Counter-Strike: Global Offensive – Valve - Dota 2 – Valve - League of Legends – Riot Games - Rocket League – Psyonix                 | - Jaccob "yay" Whiteaker (OpTic Gaming, ValorantBản mẫu:--)‡ - Jeong "Chovy" Ji-hoon (Gen.G, League of LegendsBản mẫu:--) - Lee "Faker" Sang-hyeok (T1, League of LegendsBản mẫu:--) - Finn "karrigan" Andersen (FaZe Clan, Counter-Strike: Global OffensiveBản mẫu:--) - Oleksandr "s1mple" Kostyliev (Natus Vincere, Counter-Strike: Global OffensiveBản mẫu:--) |
| Đội thể thao điện tử xuất sắc nhất | Huấn luyện viên thể thao điện tử xuất sắc nhất |
| - LOUD (Valorant‡ - DarkZero Esports (Apex Legends - FaZe Clan (Counter-Strike: Global Offensive - Gen.G (League of Legends - Los Angeles Thieves (Call of Duty | - Matheus "bzkA" Tarasconi (LOUD, ValorantBản mẫu:--)‡ - Andrii "B1ad3" Horodenskyi (Natus Vincere, Counter-Strike: Global OffensiveBản mẫu:--) - Erik "d00mbr0s" Sandgren (FunPlus Phoenix, ValorantBản mẫu:--) - Robert "RobbaN" Dahlström (FaZe Clan, Counter-Strike: Global OffensiveBản mẫu:--) - Go "Score" Dong-bin (Gen.G, League of LegendsBản mẫu:--)    |
| Sự kiện thể thao điện tử hay nhất | Người tạo nội dung của năm |
| - 2022 League of Legends World Championship‡ - Evo 2022 - PGL Major Antwerp 2022 - 2022 Mid-Season Invitational - 2022 Valorant Champions                       | - Ludwig Ahgren‡ - Karl Jacobs - Nibellion - Nobru - QTCinderella |

### Trò chơi có nhiều đề cử và giải thưởng

#### Nhiều đề cử
God of War Ragnarök dẫn đầu chương trình với mười một đề cử, đồng hạng nhất trong lịch sử của chương trình. Tiếp theo là Elden Ring với tám, Horizon Forbidden West và Stray với bảy. Sony Interactive Entertainment dẫn đầu với 21 đề cử, tiếp theo là Annapurna Interactive với 12 và Nintendo với 11. Ngoài các nhà phát hành trò chơi điện tử, Netflix đã nhận được ba đề cử cho các sản phẩm truyền hình ở hạng mục Chuyển thể xuất sắc nhất.
| Đề cử | Trò chơi                                         |
| ----- | ------------------------------------------------ |
| 11    | God of War Ragnarök                              |
| 8     | Elden Ring                                       |
| 7     | Horizon Forbidden West                           |
| 7     | Stray                                            |
| 5     | A Plague Tale: Requiem                           |
| 3     | Apex Legends                                     |
| 3     | Call of Duty: Modern Warfare II                  |
| 3     | Genshin Impact                                   |
| 3     | Immortality                                      |
| 3     | Neon White                                       |
| 3     | Sifu                                             |
| 3     | Tunic                                            |
| 3     | Xenoblade Chronicles 3                           |
| 2     | As Dusk Falls                                    |
| 2     | Destiny 2: The Witch Queen                       |
| 2     | Final Fantasy XIV                                |
| 2     | Fortnite                                         |
| 2     | Gran Turismo 7                                   |
| 2     | Mario + Rabbids Sparks of Hope                   |
| 2     | MultiVersus                                      |
| 2     | Splatoon 3                                       |
| 2     | Teenage Mutant Ninja Turtles: Shredder's Revenge |

| Đề cử | Nhà phát hành                          |
| ----- | -------------------------------------- |
| 21    | Sony Interactive Entertainment         |
| 12    | Annapurna Interactive                  |
| 11    | Nintendo                               |
| 9     | Bandai Namco Entertainment             |
| 6     | Square Enix                            |
| 5     | Electronic Arts                        |
| 5     | Focus Entertainment                    |
| 4     | Finji                                  |
| 4     | Warner Bros. Interactive Entertainment |
| 3     | Activision                             |
| 3     | Half Mermaid Productions               |
| 3     | miHoYo                                 |
| 3     | Sega                                   |
| 3     | Sloclap                                |
| 2     | 2K                                     |
| 2     | Bungie                                 |
| 2     | Devolver Digital                       |
| 2     | Dotemu                                 |
| 2     | Epic Games                             |
| 2     | Funcom                                 |
| 2     | Riot Games                             |
| 2     | Ubisoft                                |
| 2     | Valve                                  |
| 2     | Xbox Game Studios                      |

#### Nhiều giải thưởng
God of War Ragnarök dẫn đầu chương trình với sáu chiến thắng, tiếp theo là Elden Ring với bốn chiến thắng, Final Fantasy XIV và Stray với hai chiến thắng mỗi game. Sony Interactive đã giành  tổng cộng bảy giải thưởng, tiếp theo là Bandai Namco Entertainment và Nintendo với bốn giải thưởng mỗi giải.
| Awards | Game                |
| ------ | ------------------- |
| 6      | God of War Ragnarök |
| 4      | Elden Ring          |
| 2      | Final Fantasy XIV   |
| 2      | Stray               |

| Awards | Publisher                      |
| ------ | ------------------------------ |
| 7      | Sony Interactive Entertainment |
| 4      | Bandai Namco Entertainment     |
| 4      | Nintendo                       |
| 2      | Annapurna Interactive          |
| 2      | Square Enix                    |